# Zivilkroatien

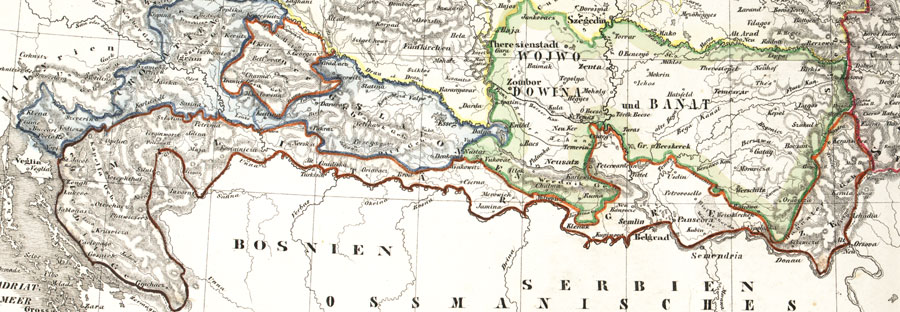
Karte mit dem westlichen Abschnitt der Militärgrenze im 19. Jahrhundert

Die kroatischen Gespanschaften (Kroatien-Slawonien) zur Zeit des Königreiches Ungarn 1867 und 1868

Zivilkroatien (kroatisch Civilna Hrvatska) ist ein historischer Begriff, der vom 16. bis zum 19. Jahrhundert für jenes Kroatien stand, das nicht der direkten Militärverwaltung Österreichs unterstand, sondern dem Königreich Ungarn zugerechnet wurde. Der Ausdruck „Zivilkroatien“ wird stets komplementär zum Begriff Militärgrenze verwendet. Die Militärgrenze umfasste damals gewisse Gebiete Kroatiens, welche an das osmanische Reich grenzten.

## Geschichte
Bei der Schaffung der Militärgrenze wurde dem Kroatischen Ban und dem Sabor das militärische Oberkommando über gewisse Teile Kroatiens entzogen. Das Oberkommando wurde stattdessen Erzherzog Karl und dem Kriegsrat in Graz übergeben. Einige historische Regionen Kroatiens unterstanden somit teilweise der direkten Militärverwaltung und teilweise der zivilen Verwaltung Kroatiens.
Um die Mitte des 19. Jahrhunderts umfasste Zivilkroatien die drei Komitate Agram, Križevci und Varaždin. 1881 wurde die Militärgrenze (kroatisch: Vojna krajina) letztlich aufgelöst und den zivilen Behörden Ungarns bzw. des zum Königreich Ungarn gehörenden autonomen Königreiches Kroatien-Slawonien unterstellt.